# 昭儀申氏
昭儀申氏（소의신씨）（1533年—1565年），朝鮮明宗的後宮嬪御，本貫為平山，申彥淑與海州崔氏之長女。
申氏自幼溫柔賢淑，17歲時被選為從二品淑儀，明宗十九年（1564年）陞為正二品昭儀。隔年（1565年），文定王后去世後，申氏病情加重，同年五月十五日於避所病逝，享年三十三歲（虛歲）。申氏膝下無子女，逝世後葬於楊根木栗洞。

## 家庭
| 关系   | 姓名     | 生卒           | 备注                                                |
| ------ | -------- | -------------- | --------------------------------------------------- |
| 祖父   | 申壽鵬   |                | 副司直。                                            |
| 祖母   | 文化柳氏 |                | 其父为柳三陽，从仕郎。 祖父柳孝根，曾任长兴库主簿。 |
| 外祖父 | 崔凝     |                | 贈工曹參判，行楊口縣監。                            |
| 父     | 申彥淑   | 1512年－1556年 | 江西縣令                                            |
| 母     | 海州崔氏 |                |                                                     |
| 兄弟   | 申景禧   |                |                                                     |
| 兄弟   | 申景祉   |                |                                                     |

## 附註
1. ↑  〈申君墓表〉平山申氏。自高麗壯節公崇謙以後。簪纓相繼。有諱自守。官至知中樞府事。贈議政府左議政。生司憲府監察允寬。監察生翊衛司左副率承閔。卽君之考也。妣原州金氏。通禮門通贊松壽之女。君諱壽鵬。字某。……君配文化柳氏。考諱三陽。從仕郞。祖諱孝根。長興庫主簿。曾祖諱承祖。司憲府監察。妣尙州金氏。司諫院司諫慶孫之女。……
2. ↑  〈江西縣令申君墓碣銘〉……娶縣監崔凝之女。生二男四女。女長選入。封淑儀。……男長景禧。次景祉。女次適某。次適某。……